# BYD・宋
宋（ソン）は、BYDが開発したコンパクトクロスオーバーSUV（CUV）である。

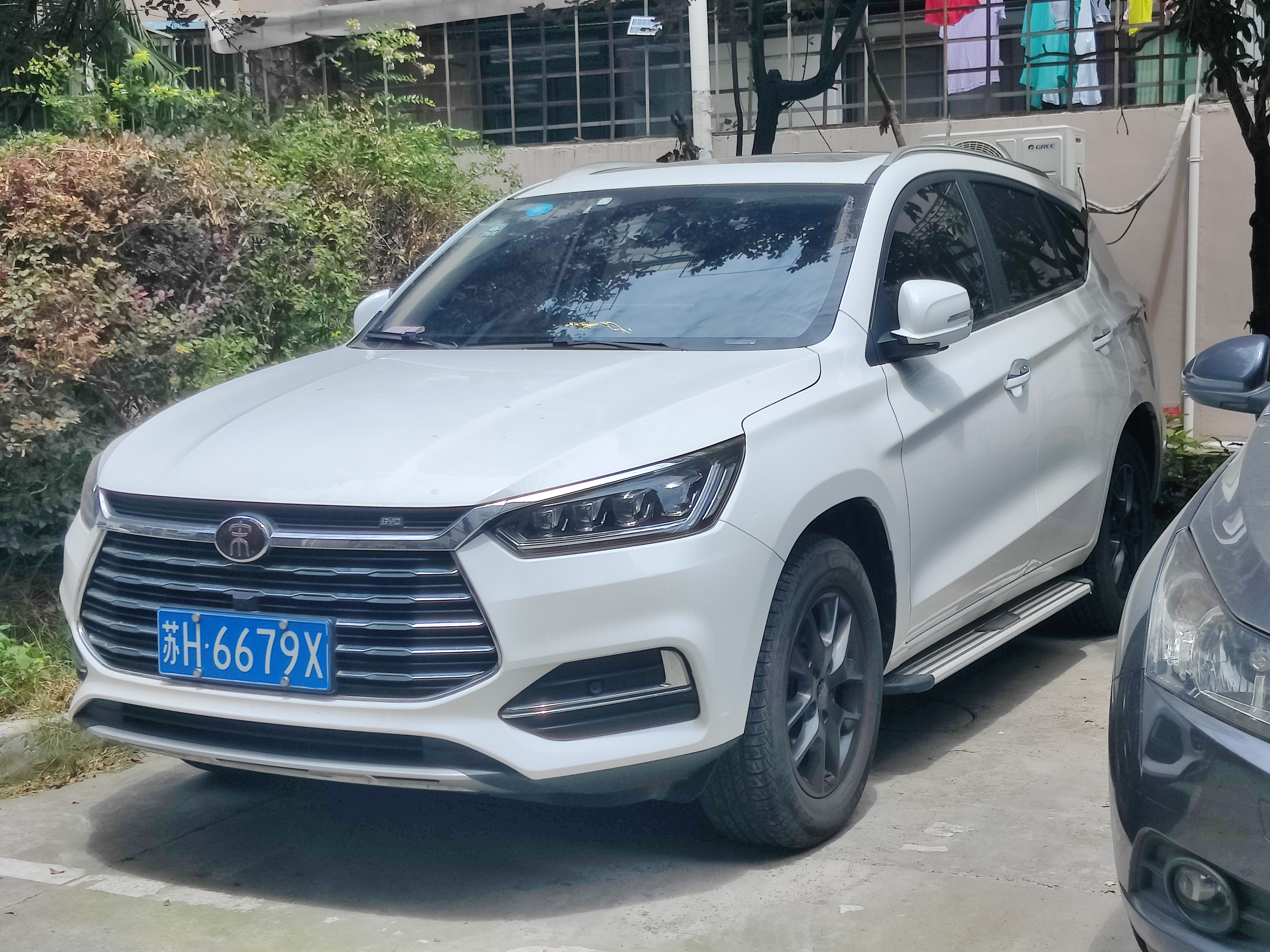
BYD・宋

現在は、初代は宋クラシックとして、一回り大きい宋 Pro、さらに高級な宋 Plusの3モデルが販売されている。

## 宋（初代）S3：2015年-2018年/宋（宋クラシック）：2015年-/宋DM PHEV：2017年-2019年
初代は、最初は、BYDS3として発売。その後、フェイスリフトで宋に名前を変更して発売され、その後、2回目のフェイスリフトが行われ、発売され、現在に至る。

### BYD・S3
S3は、2015年4月の上海モーターショーでデビューしたコンパクトクロスオーバーSUVである。BYD・S6の下に位置し、この時、BYDはコンパクトクロスオーバー市場に初めて参入した。発表時には、154 hp（115 kW; 156 PS）および240N⋅m（177lb⋅ft）のトルクを発生する1.5リッターターボ付きガソリンエンジンと205 hp（153 kW）を発生する2.0リッターターボ付きガソリンエンジン; 208 PS）および320N⋅m（236lb⋅ft）のトルク。1.5リッターエンジンは6速マニュアルまたは6速オートマチックの２種類のトランスミッションが発表された。フロントバンパーに黒いグラフィックがあり、ツートーンカラーを採用していた。

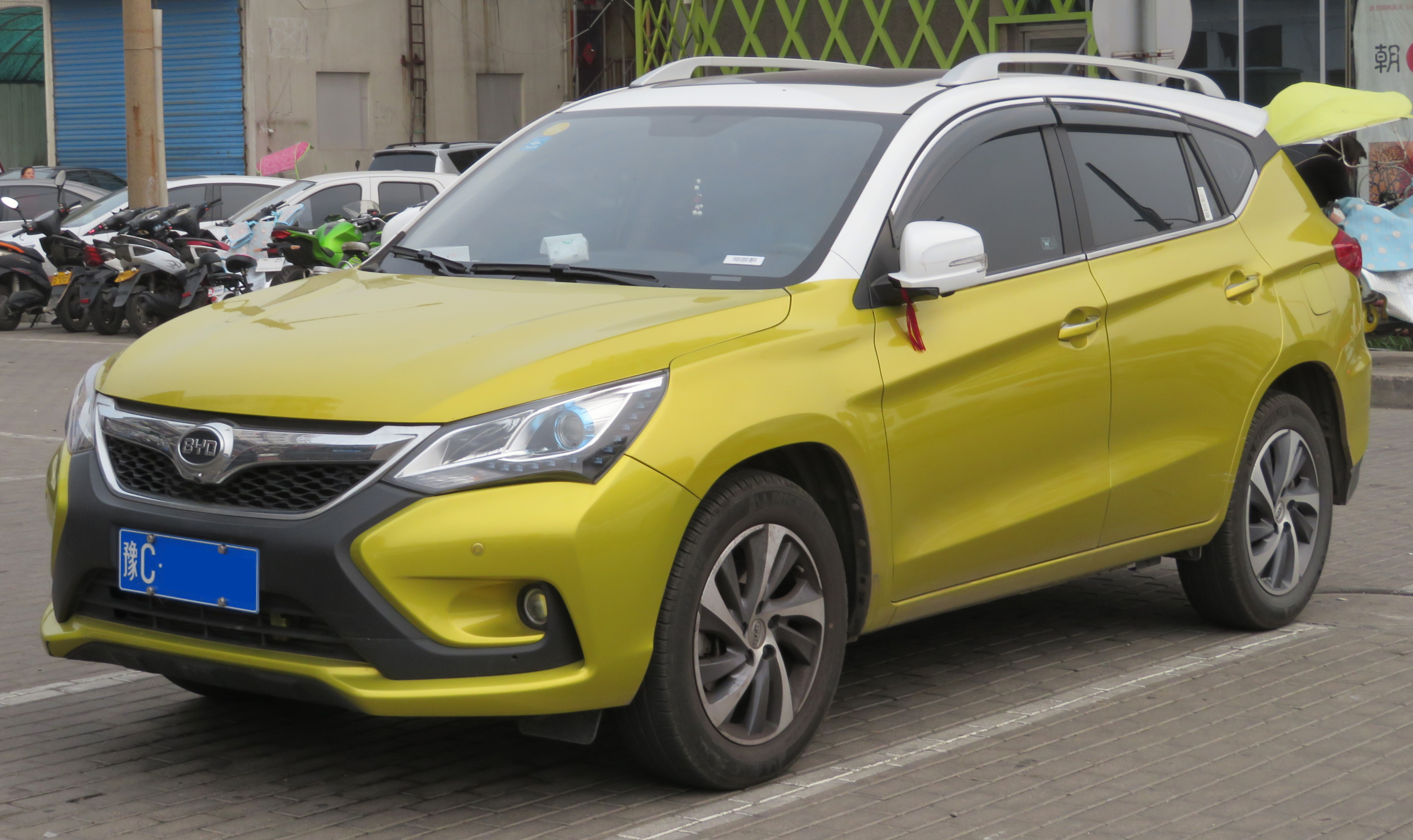
S3 2017年モデルフロント
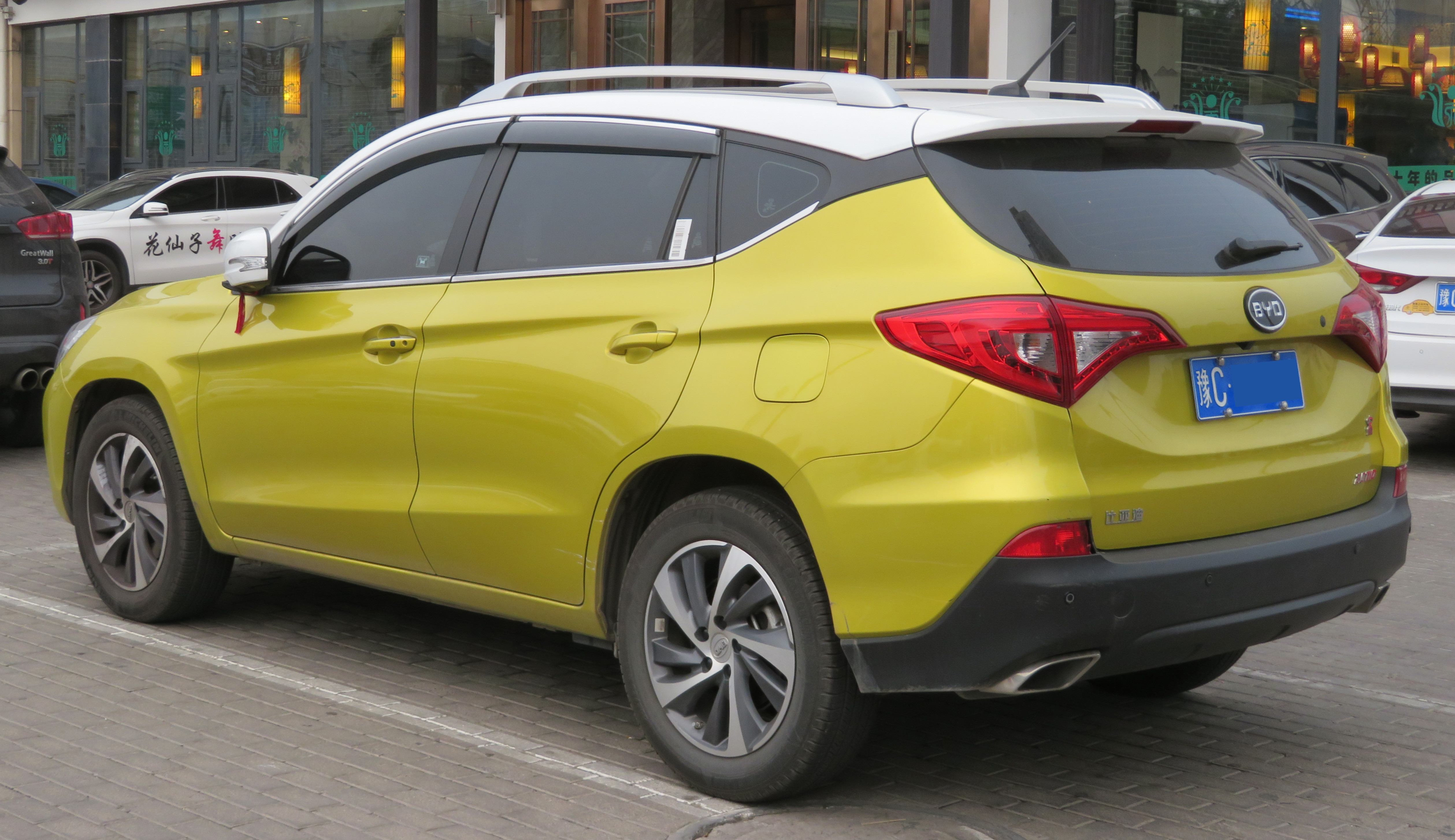
S3 2017年モデルリア

### BYD・宋
S3の発売後、後期モデルで、宋に名前を変更。フロントバンパーの黒いグラフィックと、ツートーンカラーを廃止した。

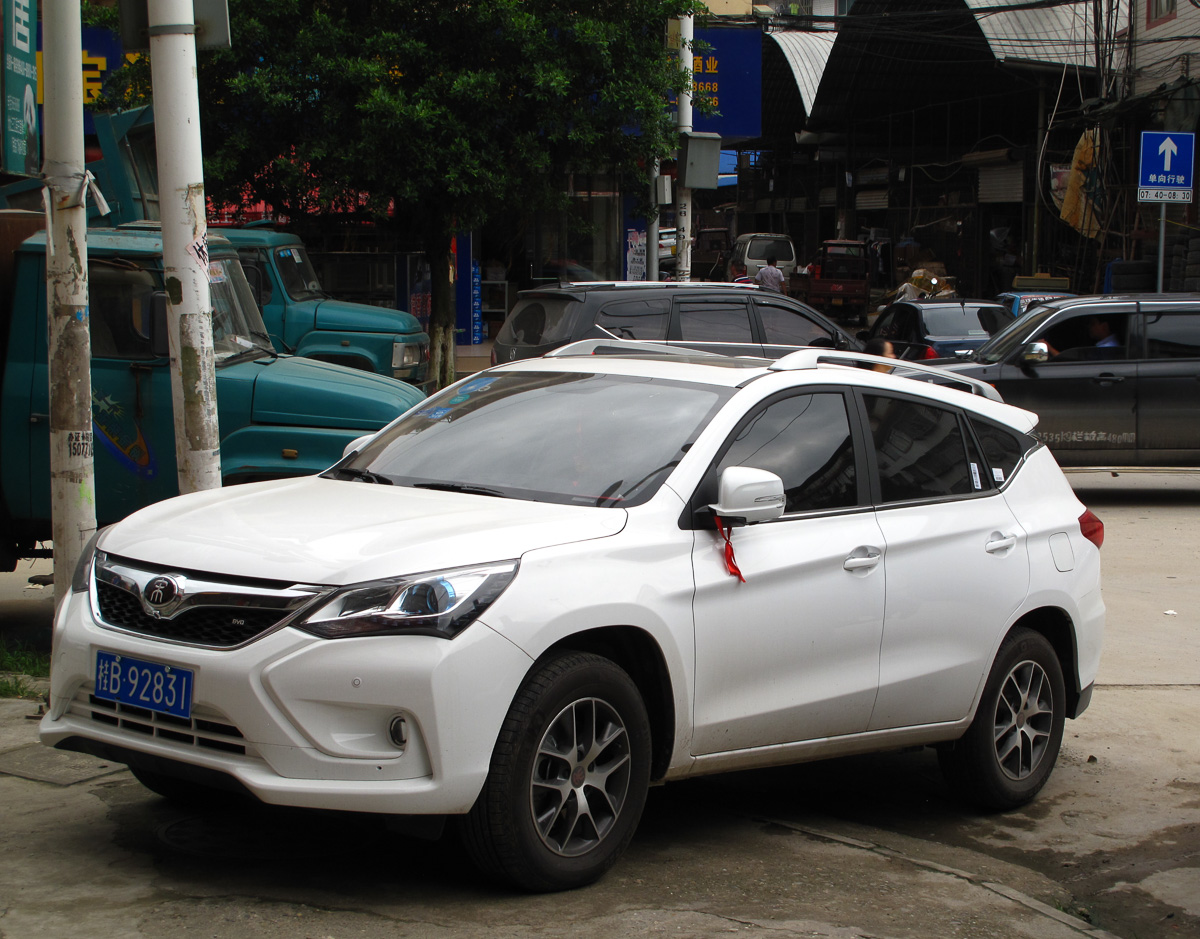
BYD・宋フロント
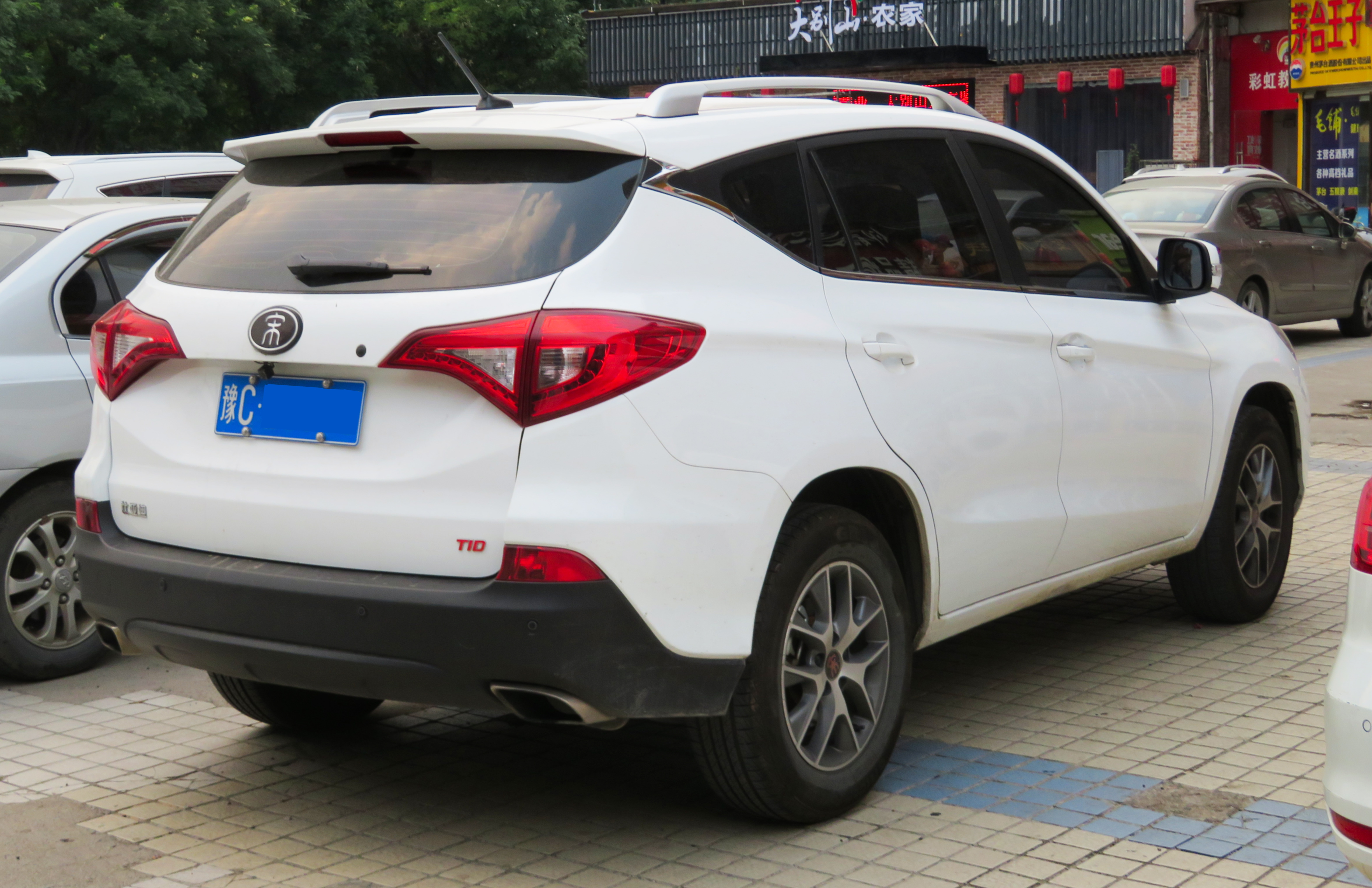
BYD・宋リア

### フェイスリフト（2018年）
新しいBYDのアイデアンティティーである、ドラゴンフェイスと左右が繋がった形状のテールランプを備えたフェイスリフトモデルが2018年に発売された。しかし、このモデルは以前のモデルと同じボディを共有しています。

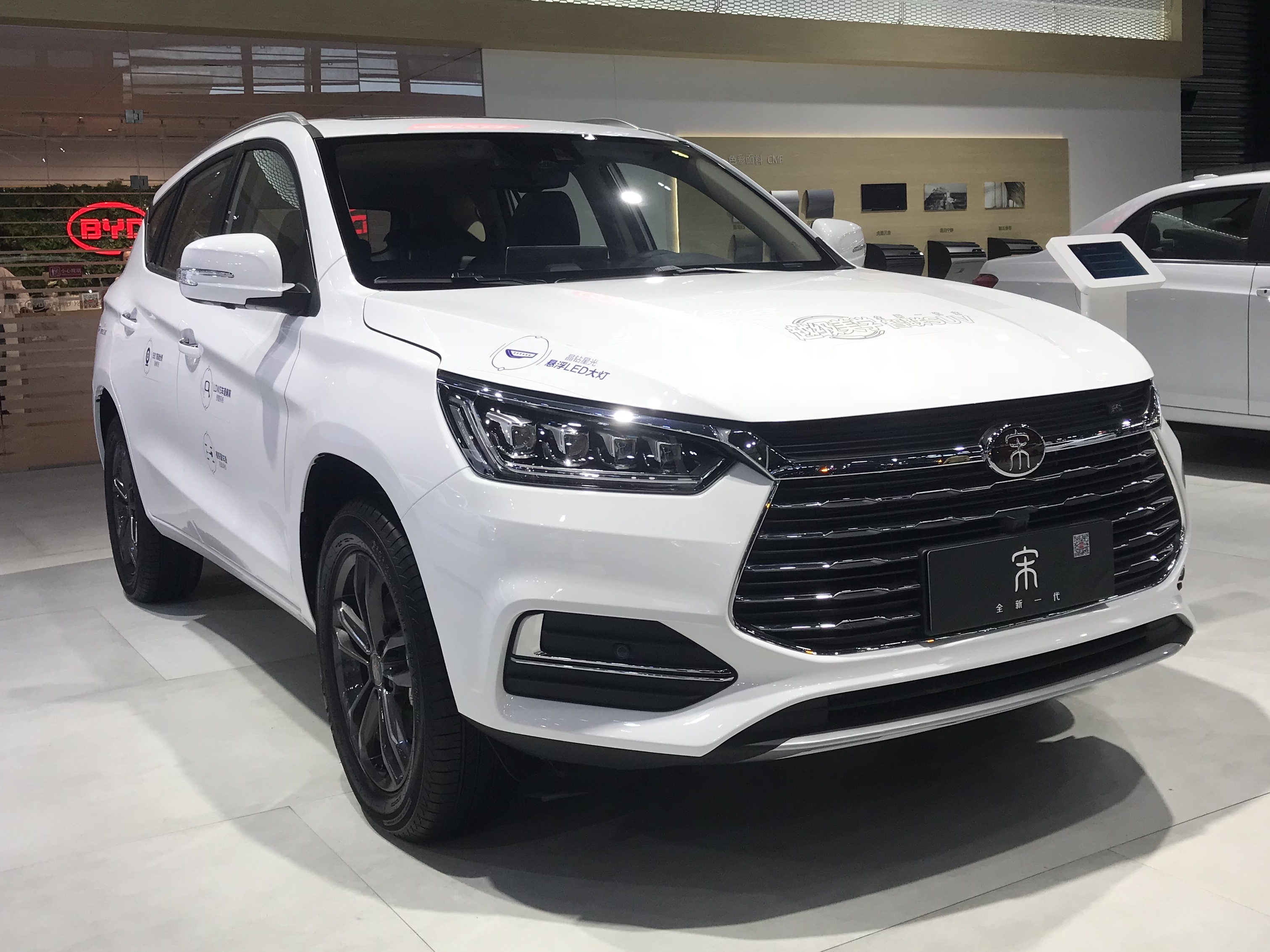
BYD・宋 2018年モデル フロント
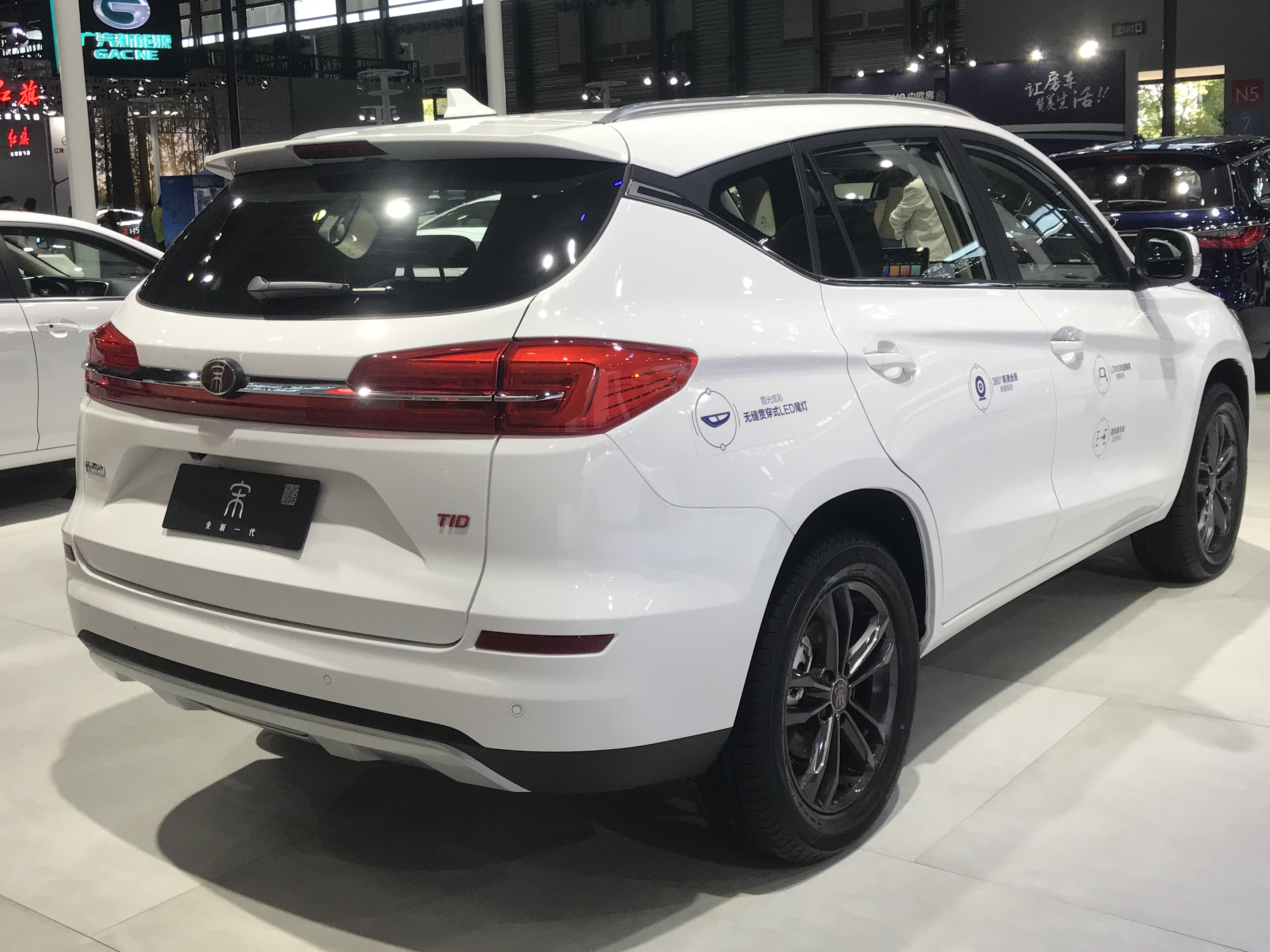
BYD・宋 2018年モデル リア

### BYD・宋 DM PHEV
2017年4月に宋のプラグインハイブリッドモデルとなる、DM PHEVを発売。外観は、バッジを除いて通常の宋とほぼ同じで、1.5Tエンジンとデュアルモーターを備えたHEVモードとEVモードの両方で動作し、最大80 kmの航続距離を実現。プラグインは、HEVモードで最大333 kW（453 PS; 447 hp）および740N⋅m（546lb⋅ft）のトルクを出力し、4.9秒で0-100 km / h（0-62 mph）を実現 。

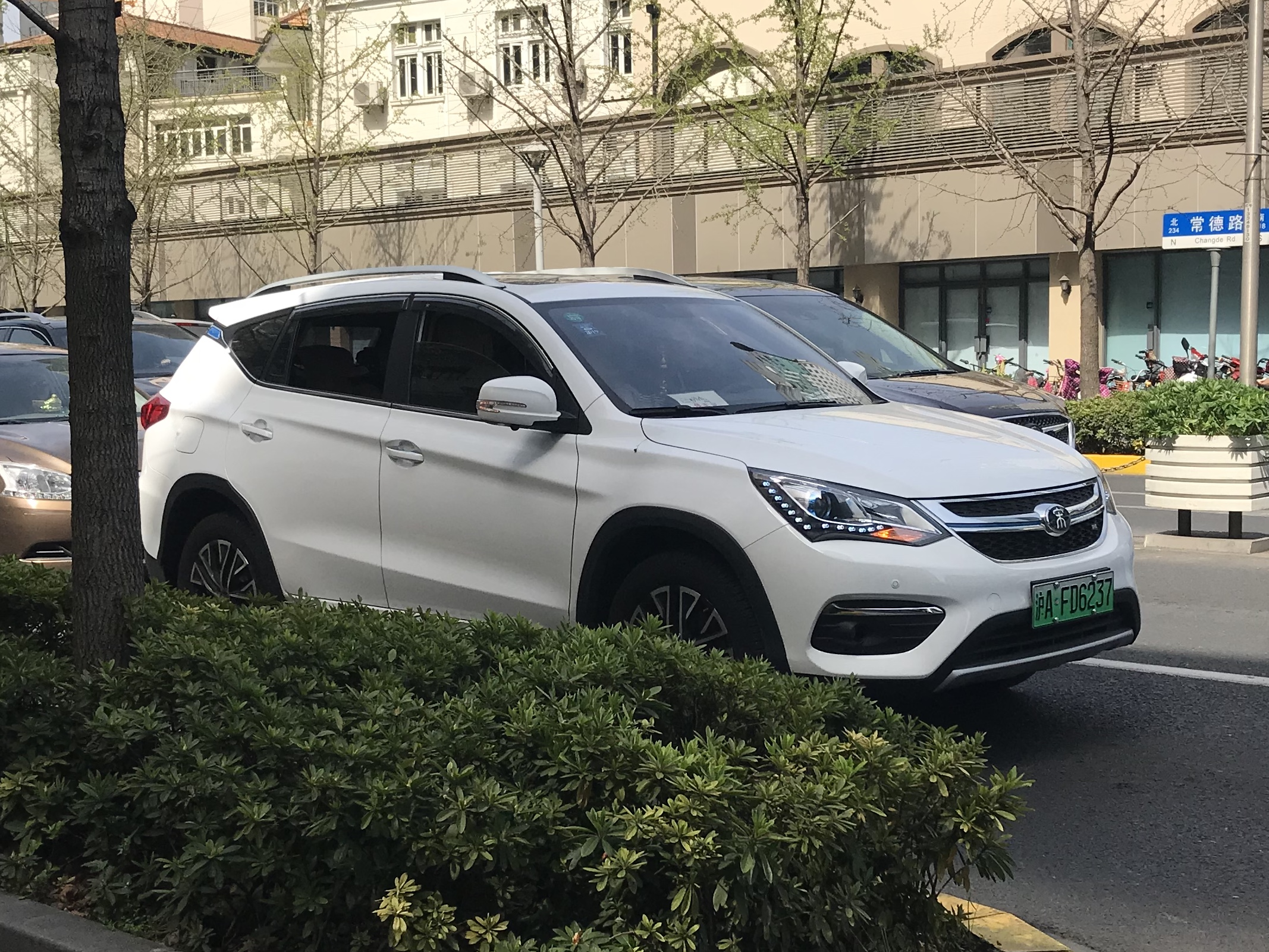
前期モデルフロント
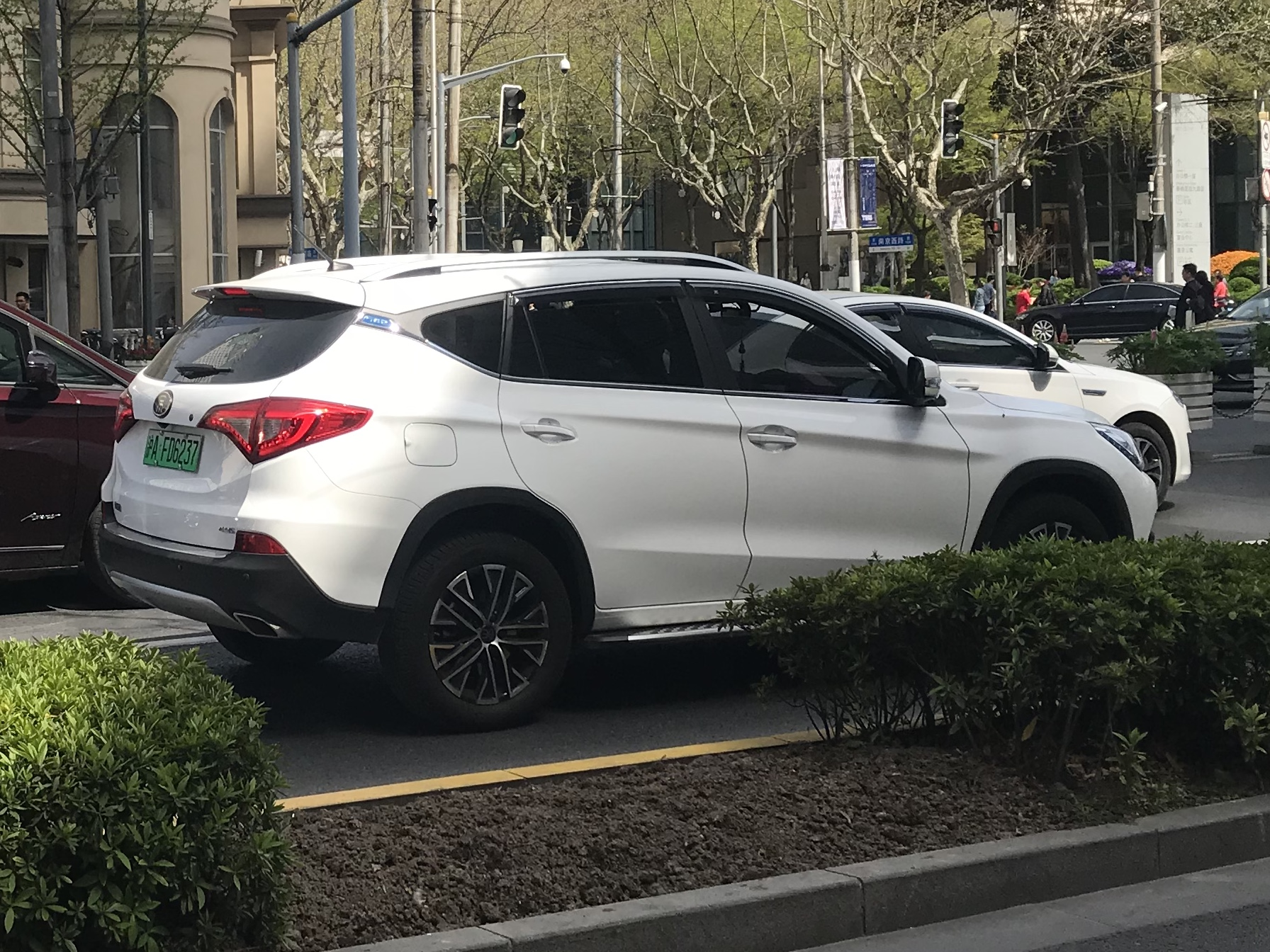
前期モデルリア
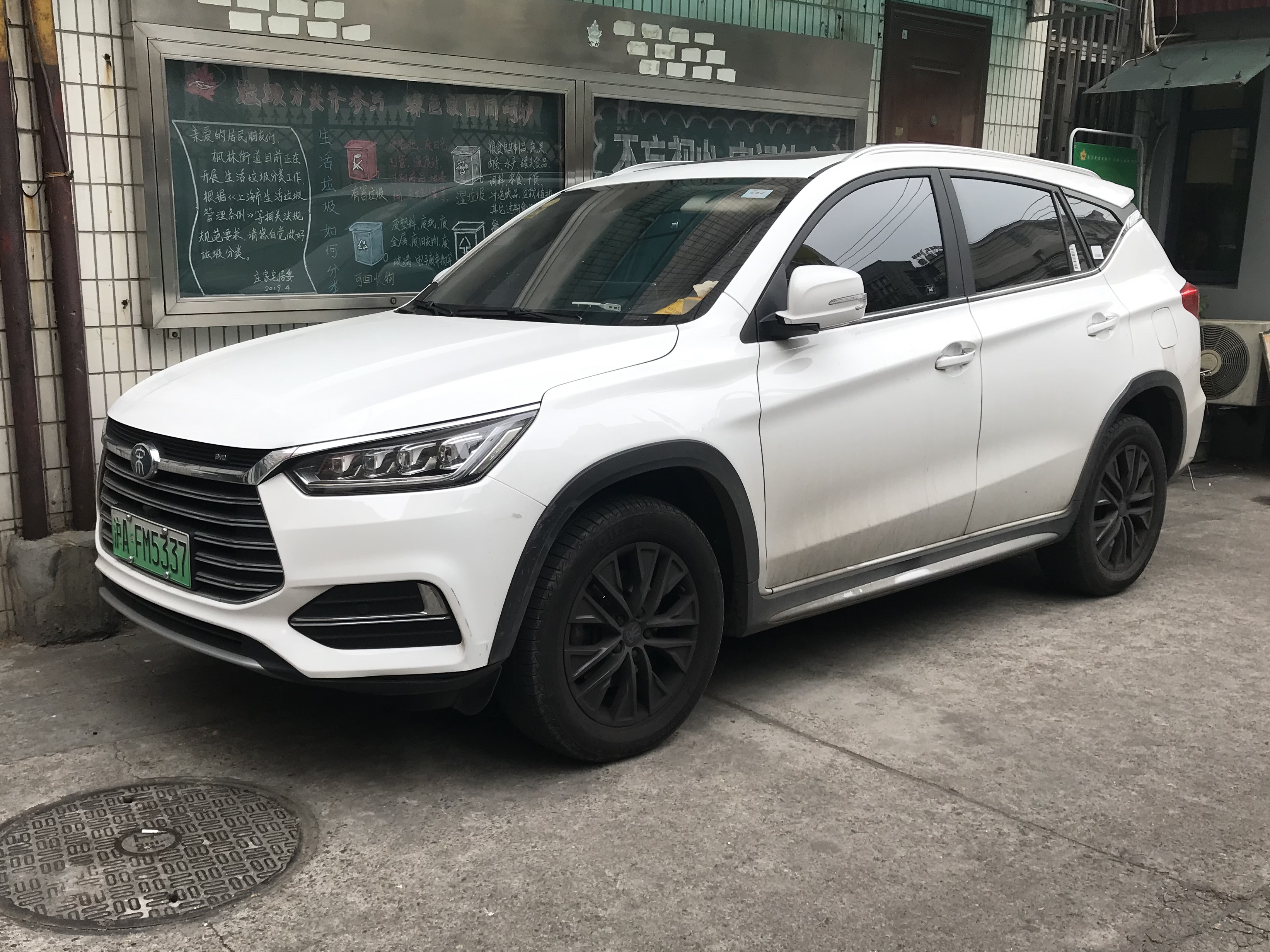
後期モデルフロント
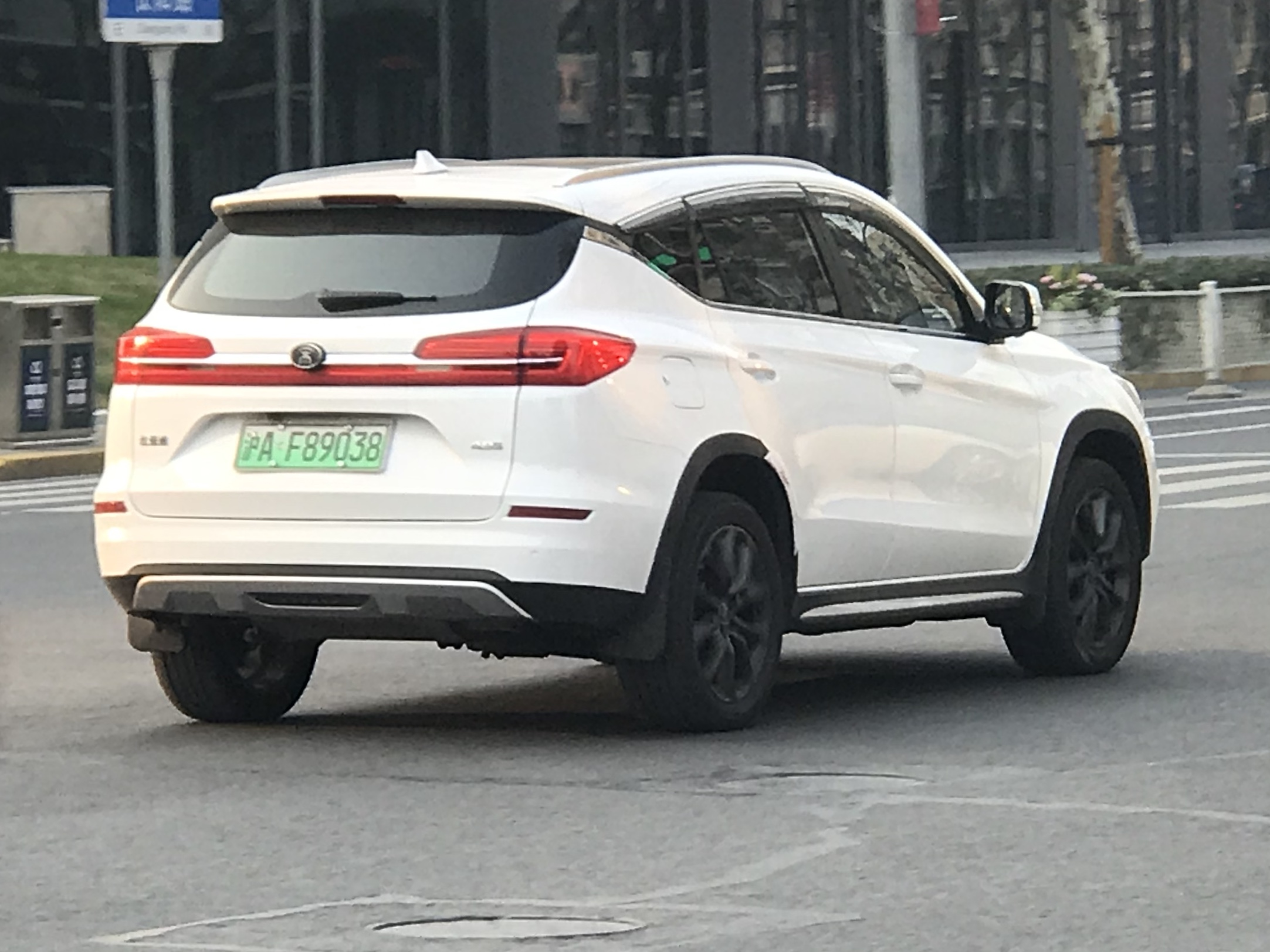
後期モデルリア

### BYD・宋EV300/EV400
どちらも、通常のガソリン駆動の宋をベースにした電気自動車、外観は、EV300は通常モデルと同じだが、EV400は専用デザインのバンパーになっている。

## BYD・宋（宋pro）（2代目：2019年-）
2代目は、ガソリン駆動の宋 Pro、完全電動の宋 Pro EV、プラグインハイブリッドの宋 ProDMの3つのモデルが用意されており、初代の宋も引き続き販売された。

### BYD・宋 PRO
ガソリンバージョンの宋Proは、113 kW（154 PS; 152 hp）を発生する1.5リッターターボエンジンを搭載している。